# Silverflickblomfluga
Silverflickblomfluga (Melangyna lucifera) är en tvåvingeart som beskrevs av Nielsen 1980. Silverflickblomfluga ingår i släktet flickblomflugor, och familjen blomflugor.
Artens utbredningsområde är Norge. Arten är reproducerande i Sverige. Inga underarter finns listade i Catalogue of Life.